# اسکیپ

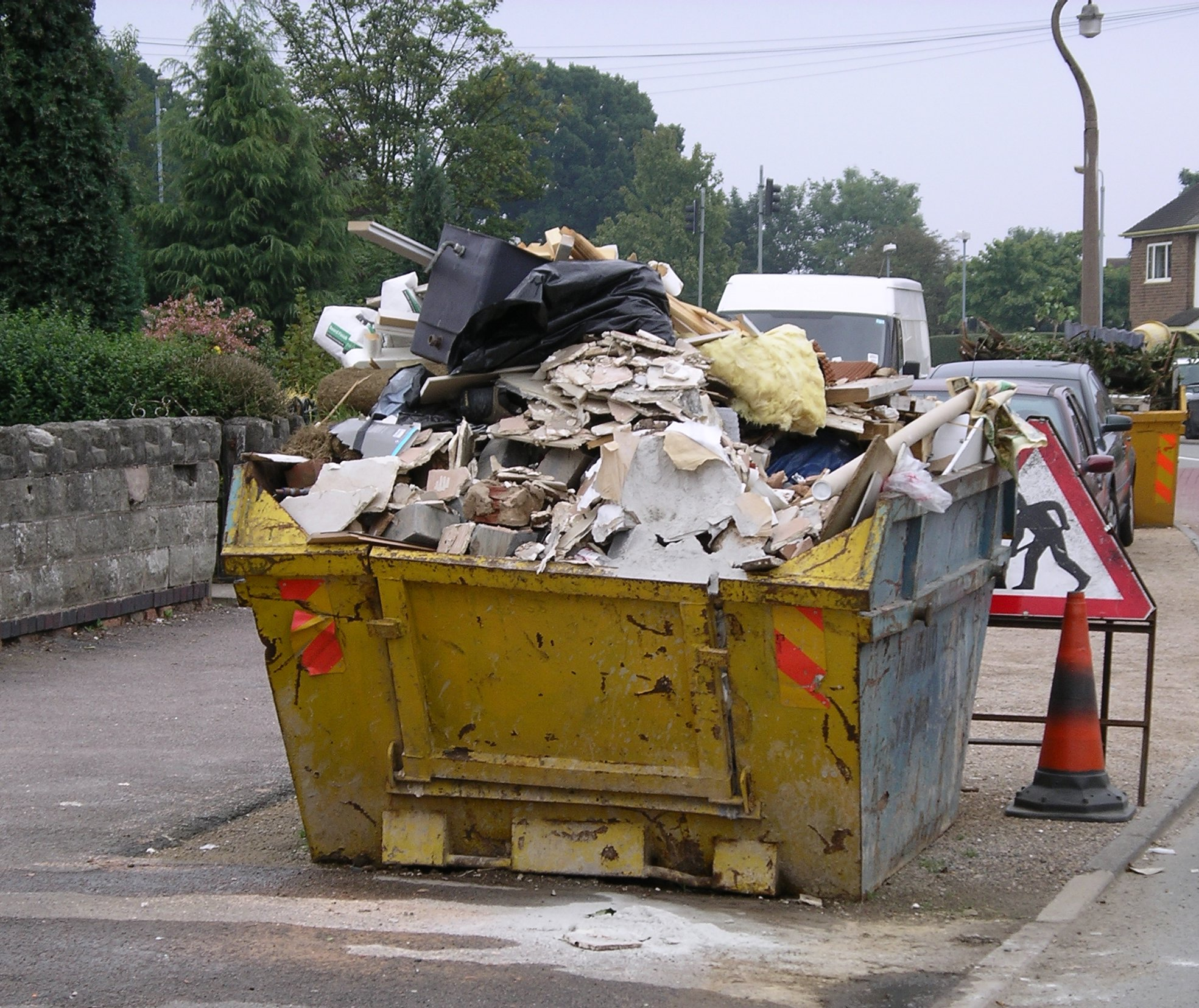
یک سطل اسکیپ

اسکیپ (به انگلیسی: Skip) یک سطل بزرگ زباله رو-باز است که برای حمل بر روی نوع خاصی از کامیون‌ها طراحی شده‌است.